# Alain Le Roux (football)
Pour les articles homonymes, voir Le Roux et Alain Le Roux.
Alain Le Roux est un footballeur français, né le 6 septembre 1947 à Morlaix. Il évolue au poste de milieu de terrain du milieu des années 1960 au milieu des années 1970.
Formé à l'USM Malakoff, il évolue ensuite au Paris Joinville puis, au Lille OSC où il passe professionnel. Il termine sa carrière au FC Lorient.

## Clubs
- Avant 1971 :  USM Malakoff[1],[2]
- 1970-1971 :  Paris Joinville (D2) : 25 matchs, 1 but[3]
- 1971-1972 :  Lille OSC (D1) : 22 matchs, 0 but
- 1972-1973 :  Lille OSC (D2) : 27 matchs, 0 but
- 1973-1974 :  Lille OSC (D2) : 17 matchs, 0 but
- 1974-1975 :  Lille OSC (D1) : 32 matchs, 1 but
- 1975-1976 :  FC Lorient (D2) : 33 matchs, 0 but
- 1976-1977 :  FC Lorient (D2) : 12 matchs, 0 but

## Palmarès
- Champion de D2 avec le Lille OSC en 1974